# Sassandrioides
Sassandrioides is een kevergeslacht uit de familie van de boktorren (Cerambycidae). De wetenschappelijke naam van het geslacht werd voor het eerst geldig gepubliceerd in 2008 door Karl Adlbauer.

## Soorten
Sassandrioides omvat de volgende soorten:
- Sassandrioides asperata (Adlbauer, 2007)
- Sassandrioides gracilis (Adlbauer, 2003)
- Sassandrioides kenyensis Adlbauer & Bjørnstad, 2012
- Sassandrioides morettoi (Adlbauer, 2002)
- Sassandrioides testacea (Adlbauer, 2003)